# Lugny (Aisne)
Lugny es una comuna francesa situada en el departamento de Aisne, de la región de Alta Francia.

## Geografía
Está ubicada a 10 km al sur de Vervins.

## Demografía
| 210 | 197 | 168 | 159 | 153 | 145 | 130 | 104 |
| Para los censos de 1962 a 1999 la población legal corresponde a la población sin duplicidades (Fuente: INSEE [Consultar]) |     |     |     |     |     |     |     |